# Petropavloskij rajon (Oblast' di Voronež)
Il Petropavloskij rajon (in russo Петропавловский район?) è un rajon dell'Oblast' di Voronež, nella Russia europea, il cui capoluogo è Petropavlovka. Istituito nel 1928, ricopre una superficie di 1.680 chilometri quadrati.